# Rollgeld
Unter Rollgeld (englisch cartage, drayage) versteht man Transportkosten, die beim Transport in einer Lieferkette vom Absender zum Haupt-Transportmittel oder von diesem zum Empfänger anfallen.
Das Wort stammt von der Abrollung von Fässern hin zum Bahnhof oder vom Bahnhof zum Empfänger. Hierfür nahm der Rollfuhrdienst eine Gebühr, die Rollgeld genannt wurde. Im März 1932 trat der „bahnamtliche Rollfuhrdienst“ zwischen der Deutschen Reichsbahn und der Deutschen Bahnspedition GmbH („Schenker-Vertrag“) in Kraft, der solche Rollgelder vorsah.
Rollgeld fällt heute an, wenn beispielsweise die Ware vom Absender mit dem LKW durch den Versandspediteur beim Vorlauf zum Bahnhof oder vom Bahnhof mit dem LKW beim Nachlauf durch den Empfangsspediteur zum Empfänger transportiert wird (kombinierter Verkehr). Haupt-Transportmittel (Hauptlauf) ist in diesem Falle die Eisenbahn (Güterzug), das gilt entsprechend für Frachtflugzeuge oder Frachtschiffe als Haupt-Transportmittel. Zur Unterscheidung spricht man auch vom Rollgeld I für die Transportkosten des Versandspediteurs, wohingegen die Transportkosten des Empfangsspediteurs Rollgeld II genannt werden.
Zahlungsempfänger des Rollgeldes sind meist Speditionen, die den Transport zum oder vom Haupt-Transportmittel durchführen (Versandspediteure bzw. Empfangsspediteure). Wer Zahlungspflichtiger für das Rollgeld ist, richtet sich nach den Lieferungsbedingungen, Handelsklauseln oder Incoterms.

## Rechtsfragen
Lieferungsbedingungen enthalten auch Vereinbarungen über die Verteilung der Transportkosten, so dass sie auch das Rollgeld berücksichtigen. Die Handelsklausel „frei Haus“ besagt, dass der Lieferant alle Transportkosten – und damit auch das Rollgeld – bis zum Empfänger trägt. Gegensatz ist der Incoterm „ab Werk“, bei dem der Empfänger alle Transportkosten übernehmen muss. Eine Teilung der Transportkosten sehen die Handelsklauseln „unfrei“, „frei Waggon“ oder „frei Zielbahnhof“ vor. Bei der Handelsklausel „frachtfrei“ (d. h. Verkäufer trägt die Transportkosten bis zum Bestimmungsbahnhof) trägt der Verkäufer beispielsweise das Rollgeld I, und der Käufer muss das Rollgeld II bezahlen.